# Anthreptes orientalis
El suimanga keniata (Anthreptes orientalis) es una especie de ave paseriforme de la familia Nectariniidae propia del África oriental.

## Distribución y hábitat
Se encuentra en las sabanas del este de África, desde el cuerno de África al norte de la región de los Grandes Lagos de África, llegando a Yibuti por el norte y a Tanzania por el sur. 